# Mili nyelv
A (lük "B" nyelvjárásként is ismert) mili egy ma már kihalt, ókori anatóliai nyelv. A mili nyelv létezését három korabeli felirat bizonyítja: a Xanthosz (lük nyelven Arñna) városában található, ún. xanthoszi sírkő (más néven Xanthoszi obeliszk) törzsére vésett két vers (az egyik 34, a másik 71 sorból áll), illetve egy szarkofág rövidebb (9 soros) felirata, amelyet Antiphellosz városában találtak meg. Mindhárom költeményt különálló versszakokra osztották.

## Az elnevezés eredete
A nyelv korabeli elnevezése ismeretlen. A mili nevet a modern kutatók választották, mivel úgy vélték, hogy a – Sólymoi (Σόλυμοι), vagyis szolümoszok (szolimok, szolimaiak) néven is ismert – miliaiak, azaz miliásziak (miliek, milüák, görög nyelven Μιλύαι) által beszélt nyelv volt, akik feltehetően már a lükök, a pizídiaiak és a phrügök előtt Miliász tartomány lakói voltak.
A "mili" elnevezés eleve tévesnek tekinthető, hiszen Miliász tulajdonképpen Lükia elszigetelt, szárazföldi része volt, viszont az összes ismert "mili" nyelven íródott felirat Xanthosz és Antiphellosz partmenti városaiból került elő. A "lük B" elnevezés a mili és a lük nyelv "A" nyelvjárása közötti hasonlóságot hangsúlyozza.
A használt elnevezéstől függetlenül az a közmegegyezés született, hogy mili/lük "B" nyelv nem a "lük A" egyik változata, hanem egy teljesen különálló nyelvvel állunk szemben.

## A fennmaradt mili nyelvű feliratok
A xanthoszi sírkövön két szöveg található:
- A sírkő északi oldalának alsó felére egy 34 sorból (14 strófából) álló verset véstek. A költemény leírja, miként kapott parancsot a lük király, Kheriga a katonai tevékenységeinek végrehajtására, az istenektől pedig segítséget (különösen – az Apollónnal azonosítható – Natritól és Trqqiz-től (Tarhuntasztól), az időjárásistentől). A kutatók korábban úgy vélték, hogy a sírkő nyugati oldalán található felirat ennek a költeménynek a folytatása, az utolsó strófa alatti üresen maradt rész viszont arra enged következtetni, hogy a vers a végéhez ért, így két különálló szerzeménnyel van dolgunk.
- A nyugati oldalon 71 vésett sor található. A szöveg befejezetlenül maradt, ugyanis a 23. strófa közepén félbehagyták. Az írnok láthatóan elszámolta magát az írásra alkalmas rész méretét illetően, ráadásul az egyik strófát – tévedésből – kétszer véste bele a kőbe egymás után. Ez az írás is Kheriga és Trqqiz kapcsolatát taglalja, Natri azonban ezúttal nem szerepel benne, helyette viszont "Phellosz nimfái" kerülnek említésre. A szövegben felbukkan egy bizonyos Muni neve is (vélhetően Kheriga özvegye), aki elrendelte a vers feljegyzését az emlékmű nyugati oldalára. Dieter Schürr úgy véli, a költemény központi témája Muni – feltehetően egy gyilkossági eset utáni – helytartóságának törvénybe iktatása volt.

A harmadik szöveg, az ún. "Pixre-vers" egy síremléken szerepelt Antiphelloszban (egy kikötővárosban Xanthosztól 30 kilométerre). A költemény 9 sora összesen 13 strófát tesz ki. Pixre minden bizonnyal az a lük költő volt, akit itt helyeztek végső nyugalomra, illetve ő lehetett annak feliratnak a szerzője is, amelyben – Pixre múzsáiként – "Phellosz nimfái" is szerepeltek.

## A mili és a lük nyelv összehasonlítása
A mili és a lük nyelv számos közös szóval büszkélkedhet, mindazonáltal nyilvánvaló különbségek is akadnak közöttük. A kettő közül láthatóan a mili nyelv az archaikusabb, ugyanis több olyan kora-anatóliai jellegzetességgel is rendelkezik, amelyek a lük nyelvben már nincsenek jelen. Ez a mili nyelven fennmaradt szövegek által érintett tematikából is észlelhető: míg a lük nyelvű szövegek hétköznapi témákat (katonai hőstetteket, sírépítési tevékenységeket) érintenek, a mili nyelven íródott feliratok liturgikus hangvételűek és leginkább vallási szertartásokat taglalnak.
Íme néhány példa a mili és a lük nyelv közötti különbségekre:
| Leírás                                                                          | Mili (Lük "B")                                                                          | Lük (A)                                                                      |
| ------------------------------------------------------------------------------- | --------------------------------------------------------------------------------------- | ---------------------------------------------------------------------------- |
| magánhangzóközi *-/s/- a lük nyelvben a -h- hangzó váltotta fel                 | masa, 'isten(ség)'                                                                      | maha, 'isten(ség)'                                                           |
| magánhangzóközi *-/s/- a lük nyelvben a -h- hangzó váltotta fel                 | enese/i-, 'anyai, anya-'                                                                | enehe/i-, 'anyai, anya-'                                                     |
| magánhangzóközi *-/s/- a lük nyelvben a -h- hangzó váltotta fel                 | esete, 'béke'                                                                           | ahata, 'béke'                                                                |
| magánhangzóközi *-/s/- a lük nyelvben a -h- hangzó váltotta fel                 | tbisu, 'kétszer'                                                                        | kbihu, 'kétszer'                                                             |
| az anatóliai alapnyelv */kw/ hangzója a mili nyelvben /k/, a lük nyelvben /t/   | ki, 'ki(csoda), mi(csoda)'                                                              | ti, 'ki(csoda), mi(csoda)'                                                   |
| az anatóliai alapnyelv */kw/ hangzója a mili nyelvben /k/, a lük nyelvben /t/   | kibe, 'vagy'                                                                            | tibe, 'vagy'                                                                 |
| az anatóliai alapnyelv */kw/ hangzója a mili nyelvben /k/, a lük nyelvben /t/   | kere, 'terület' (vagy '(had)sereg')                                                     | tere, τere, 'terület' (vagy '(had)sereg')                                    |
| az anatóliai alapnyelv */du/ hangzói a mili nyelvben */tb/, a lük nyelvben /kb/ | tbisu, 'kétszer'                                                                        | kbihu, 'kétszer'                                                             |
| a többes szám alany- és tárgyesetének ragja a mili nyelvben -(i)z               | masaiz (többes szám, alanyeset), masãz (?) (többes szám, tárgyeset), 'isten(ség)ek(et)' | mãhãi (többes szám, alanyeset), mãhas (tárgyeset.), 'isten(ség)ek(et)'       |
| a többes szám alany- és tárgyesetének ragja a mili nyelvben -(i)z               | tuweiz (többes szám, alanyeset), tuwiz (tárgyeset), 'fogadalmi áldozatok(at)'           | tideimi (többes szám, alanyeset), tideimis (tárgyeset), '(fiú)gyermekek(et)' |
| népnevek esetén mili -ewñn-, lük -eñn-                                          | Xbidewñn(i)-, 'kaunoszi, Kaunoszból származó'                                           | Xbideñn(i)-, 'kaunoszi, Kaunoszból származó'                                 |
| (esetenként:) magánhangzóközi */u/ a mili nyelvben -b-, a lük nyelvben -w-      | xñtaba-, 'királyság'                                                                    | xñtawa-, 'királyság'                                                         |
| (esetenként:) a/e hangmásulás: a lük nyelvben /a/, a mili nyelvben /e/          | mere, 'törvény'                                                                         | mara , 'törvény'                                                             |
| (esetenként:) a/e hangmásulás: a lük nyelvben /a/, a mili nyelvben /e/          | esete, 'béke'                                                                           | ahata, 'béke'                                                                |
| (esetenként:) az */s/- kezdőbetű a lük nyelvben h-, a mili nyelvben elveszik    | uwedr(i)-, 'mind(en)'                                                                   | huwedr(i)-, 'mind(en)'                                                       |
| a se/sebe ('és') kötőszó                                                        | sebe, 'és'                                                                              | se, 'és'                                                                     |
| a lük nyelvvel ellentétben, a mili nyelvben u-tövű szavak is szerepeltek        | urtu (egyes szám, tárgyeset), urtuz/urtuwãz (többes szám, tárgyeset), 'nagyo(ka)t (?)'  | —                                                                            |

## Nyelvtana

### Főnévragozás
A főnevek és melléknevek egyes és többes számú alakjai megkülönböztethetők egymástól. Az ókori egyiptomi nyelvben és az archaikus latinban előforduló kettős szám (duális) a mili nyelvre nem jellemző. Két nyelvtani nem különböztethető meg: élő (vagy "közös" nem) és élettelen (vagy "semleges" nem). A birtokos, latin szóval genitivus eset helyett a possessivus esetet (vagy "birtokos melléknév") használták, ami jellemző a luvi nyelvek körében: a szubsztantív tárgyhoz egy -si- szuffixum kapcsolódik, így egy melléknév jön létre.
A főnevek ugyanazokra a ragozási csoportokra oszthatók fel, mint a lük A nyelv esetében: a-tövű, e-tövű, i-tövű, mássalhangzóra végződő és vegyes, illetve a mili nyelvben előforsuló u-tövű főnevekre. A főnevek ragozása a következők szerint történik (a barna színnel jelölt ragok eltérnek a lük "A" nyelvben használtaktól; a zárójelek analóg alakokat jelölnek (maga a szóban forgó alak nem hitelesített, ugyanabba a szócsoportba tartozó szavak, illetve azok ragjai viszont igen)):
| nyelvtani eset       | nyelvtani eset                                             | rag                  | rag                  | masa 'isten(ség)' | kere 'terület' vagy '(had)sereg' | zrẽtẽni 'védelmező' | klleime- 'tisztelet' | uwedr(i)- 'mind(en)' (melléknév) | uwedr(i)- 'mind(en)' (melléknév) |
| nyelvtani eset       | nyelvtani eset                                             | élő                  | élettelen            | (a-tövű)          | (e-tövű)                         | (e/i-tövű)          | (élettelen)          | élő                              | élettelen                        |
| -------------------- | ---------------------------------------------------------- | -------------------- | -------------------- | ----------------- | -------------------------------- | ------------------- | -------------------- | -------------------------------- | -------------------------------- |
| Egyes szám           | Alanyeset (nominativus)                                    | -Ø                   | -~                   | masa              | kere                             | zrẽtẽni             | (klleimẽ)            | uwedri                           |                                  |
| Egyes szám           | Tárgyeset (accusativus)                                    | -~, -u               | -~                   | (masã, masu)      |                                  | (zrẽtẽni)           | (klleimẽ)            |                                  |                                  |
| Egyes szám           | Részes- / helyhatározói eset (dativus-locativus)           | -i                   | -i                   | (masi)            | keri                             | (zrẽtẽni)           | (klleimi)            | uwedri                           | uwedri                           |
| Egyes szám           | Possessivus (birtokos melléknév):                          | -si- (lük "A": -hi-) | -si- (lük "A": -hi-) | masasi-           | (keresi-)                        | (zrẽtẽnesi-)        |                      |                                  |                                  |
| Egyes és többes szám | Határozói / eszközhatározó eset (ablativus/instrumentalis) | -di                  | -di                  |                   | (keredi)                         |                     | klleimedi            |                                  |                                  |
| Többes szám          | Alanyeset (nominativus)                                    | -iz (lük "A": -i)    | -a                   | masaiz            |                                  | (zrẽtẽneiz)         | klleima              | uwedriz                          | uwadra                           |
| Többes szám          | Tárgyeset (accusativus)                                    | -z (lük "A": -s)     | -a                   | (masãz)           | (kerez)                          | zrẽtẽniz            | klleima              | uwedris                          | uwadra                           |
| Többes szám          | Ergativus eset                                             | —                    | -ẽti                 |                   |                                  |                     |                      | —                                | (uwedrẽti)                       |
| Többes szám          | Részes- / helyhatározói eset (dativus-locativus)           | -e, -a               | -e, -a               |                   | kere                             | (zrẽtẽne, zrẽtẽna)  | klleime              |                                  |                                  |
| Többes szám          | Birtokos eset (genitivus)                                  | ?                    | ?                    |                   |                                  |                     |                      |                                  |                                  |

### Igeragozás
A mili és a lük "A" igék ragozása megegyezik, sőt a ragjaik is ugyanazok. A mili nyelvben két igeidő létezik, a jelen és a múlt idő (ez igen hasonló a magyar nyelvhez, ahol a jövőidejűséget is jelen idővel fejezzük ki (vagy segédigével): a "megyek" szó egyszerre jelent jelen- és jövőidejűséget, amelyet esetleg egyértelműsítő időhatározókkal lehet pontosítani ("majd megyek", "holnap megyek", segédigével pedig – ami a magyar nyelv szempontjából kevésbé szerencsés – "menni fogok"), illetve három-három egyes- és többes számú személy tartozik hozzá:
|                                                    |                                                    |                                                    | rag             | sla- 'hozni, ajándékozni'            | xra- '(fel)ajánlani'      | egyéb igék                                                                                                  |
| -------------------------------------------------- | -------------------------------------------------- | -------------------------------------------------- | --------------- | ------------------------------------ | ------------------------- | --- |
| Jelen (és jövő-) idejű kijelentő mód               | Egyes szám                                         | 1                                                  | -u              |                                      | xrau, '(én) felajánlok'   | |
| Jelen (és jövő-) idejű kijelentő mód               | Egyes szám                                         | 3                                                  | -ti, -di, -ni   | slati, sladi, '(ő) hoz'              | xradi, '(ő) felajánl'     | sttã-, 'dühössé válni, bedühödni, haragra gerjedni': sttãni, '(ő) dühössé válik, bedühödik, haragra gerjed' |
| Jelen (és jövő-) idejű kijelentő mód               | Többes szám                                        | 3                                                  | ~-ti            |                                      | xrãti, '(ők) felajánlják' | |
| Múlt idejű kijelentő mód                           | Egyes szám                                         | 1                                                  | -xã, -(x)xa, -x |                                      |                           | muwa-, 'legyőzni': muwaxã, muwaxa, '(én) legyőztem'                                                         |
| Múlt idejű kijelentő mód                           | Egyes szám                                         | 3                                                  | -te, -de        |                                      |                           | erme-, 'kihirdetni': ermede, '(ő) kihirdette'                                                               |
| Múlt idejű kijelentő mód                           | Többes szám                                        | 3                                                  | ~-te            |                                      |                           | la-, 'engedélyezni': lãte, '(ők) engedélyezték'                                                             |
| Felszólító mód (parancsoló és óhajtó)              | Egyes szám                                         | 1                                                  | -lu             |                                      |                           | pije-, 'adni': pijelu, '(én) adjak'                                                                         |
| Felszólító mód (parancsoló és óhajtó)              | Egyes szám                                         | 2                                                  | -Ø              |                                      |                           | pibi(je)-, 'adni': pibi, '(te) adj'                                                                         |
| Felszólító mód (parancsoló és óhajtó)              | Egyes szám                                         | 3                                                  | -tu             | slatu, '(ő) hozzon'                  |                           | |
| Felszólító mód (parancsoló és óhajtó)              | Többes szám                                        | 3                                                  | ~-tu            | slãtu, '(ők) hozzanak'               |                           | |
| Passzív (szenvedő) melléknévi igenév (participium) | Passzív (szenvedő) melléknévi igenév (participium) | Passzív (szenvedő) melléknévi igenév (participium) | -mi/e/a-        | slama (többes szám), 'ajándékozó(k)' |                           | xñtaba-, 'irányítani': xñtabaime/i-, ('az, ami irányít' >) 'uralkodó'                                       |

Az -s- szuffixum (amely a görög és latin nyelvű -/sk/-nak felel meg) a szótőhöz csatolva ismétlődő igét képez:
A lük "A" nyelvben előforduló as- szótő (a 'csinálni, (meg)tenni, elvégezni' jelentésű a(i)- ismétlődő igealakjának) egyes szám 1. személyű alakja asxxa, aminek a jelentése: 'mindig is (így) csináltam (vmit)' vagy 'többször is (meg)tettem (vmit)'.

## Mili költészet
Minden ismert mili nyelvű szöveg – a Xanthoszi obeliszk északi és nyugati oldalán található két vers, illetve az antiphelloszi Pixre-vers – verses formában íródott. A költemények strófáit mondatvégi írásjelek választják el egymástól. A holland tudós, Alric van den Broek és a német nyelvész, Diether Schürr más költészeti sajátosságokat is azonosított a szövegekben, köztük a kiazmus és a belső rím jelenlétét, illetve a strófákban használt kulcsszavak ismétlődését.
Minden strófa 45 szótagból áll, van den Broek szerint pedig még a költemény metruma (versmértéke) is egyértelmű: a holland tudós – Ivo Hajnal lük "B" szótagokról alkotott meghatározásait felhasználva – arra a következtetésre jutott, hogy a 11., 22. és 33. szótagoknál (a mondatvégi írásjelek előtt) meglehetősen magas a szóhatárok száma. Van den Broek meglátása szerint olyan (versszakonként négy soros) költeményekkel van dolgunk, amelyeknek az első sora megközelítőleg hét (6-8), esetleg tizenegy (10-12) szótagból áll. A versszakok utolsó három sora is megközelítőleg tizenegy (10-12) szótagos. Mi több, a metrum egy négy szótagból álló mintát is követhet, ugyanis minden versszak első, ötödik és kilencedik szótagja hangsúlyozott.
A van den Broek által használt fonológiai vonatkozások a lük, az anatóliai és az indoeurópai alapnyelvi kiejtésmódok már ismert sajátosságaival is párhuzamba hozhatóak.

## Fordítás
- Ez a szócikk részben vagy egészben  a   Milyan language című angol Wikipédia-szócikk ezen változatának fordításán alapul.  Az eredeti cikk szerkesztőit annak laptörténete sorolja fel. Ez a jelzés csupán a megfogalmazás eredetét és a szerzői jogokat jelzi, nem szolgál a cikkben szereplő információk forrásmegjelöléseként.